# Драгутин Паунић
Драгутин Паунић (1936, Кусадак) је југословенски и српски новинар и књижевник. Две деценије провео је на дужности главног и одговорног уредника „Наше комуне“, односно Радио „Јасенице“. Сарадник је „Расковника“ и „Вукове задужбине“ и дописник „Политике“ и Радио Београда. Самостално објавио књиге: Кад су војске пролазиле, Цоглава, Ржан, Људи иза маске и Међаши неба и земље, а у коауторству: Три силе притисле Србијицу и Србијицо душо горка. Добитник је две републичке награде за новинарство. Члан је Удружења књижевника Србије (1989) и заступљен је у Лексикону писаца Југославије (Матица српска) и Хроници „Два века српског новинарства“. Живи и ствара у Смедеревској Паланци.

## Биографија

### Детињство и школовање
Драгутин Паунић рођен је у Кусатку код Смедеревске Паланке, 19. децембра 1936. године, од оца Бранка, земљорадника и мајке Јаворке, домаћице.
Основну школу и ниже разреде гимназије похађао је у Кусатку (1944—1951), а више разреде гимназије у Смедеревској Паланци (1951—1956).
Студирао је на Правном факултету у Београду (1957—1960).

### Новинарство и други радови
Новинар у Радио-новинској установи „Јасеница“ до пензионисања (1962-2001). Говори руски, служи се француским. Први штампани рад му је књижевни осврт Уметност бити Богосав Живковић (Расковник, 1972). Сарадња у периодици : Расковник (1972), Наша комуна, Јасеница, Вукова задужбина (1994, 2001-2002). Приређивач, аутор предг., пог. и дод. текста књигама: Предраг Бајчић: Зови  ме именом ветра (Смедеревска Паланка 1972); Никола Владисављевић: Радомир Аранђеловић: први витез ордена Карађорђеве звезде са мачевима (Београд 2000). Главни и одговорни уредник листа Наша комуна (1965-1977) и Радио Јасенице (1977-1985). Члан удружења књижевника Србије (од 1989).

## Књижевни рад

### Књиге, године издавања и издавачи
Три силе притисле Србијицу (приче Солунаца), у коауторству са Милијом Ђорђевићем:
1985. Народна књига, Београд;
1988. Народна књига, Београд;
2018. Прометеј и РТС, Нови Сад / Београд;
2019. у оквиру Српске сељачке трилогије, Прометеј и РТС, Нови Сад / Београд.
Србијицо душо горка (приче Солунаца), у коауторству са Милијом Ђорђевићем:
1988. Народна књига, Београд;
2019. у оквиру Српске сељачке трилогије, Прометеј и РТС, Нови Сад / Београд.
Кад су војске пролазиле (ратни дневници)
1988. Народна књига, Београд;
2014. Библиотека „ Милутин Срећковић“, Смедеревска Паланка.
2019. у оквиру Српске сељачке трилогије, Прометеј и РТС, Нови Сад / Београд
Цоглава (Легенде из Јасенице)
1996. Просвета, Београд
Ржан (Јасеница у легенди)
2002. Бен Акиба: ИГП Миљковић и други, Смедеревска Паланка;
2007. Народна библиотека, Смедеревска Паланка;
2024. Прометеј, Нови Сад.
Људи иза маске
2008. Народни музеј, Смедеревска Паланка.
Међаши неба и земље
2018. Завод за културу Војводине – Нови Сад

## Галерија
- Драгутин Паунић на сајму књига у Београду 2019.
- Драгутин Паунић у рудничком крају
- Драгутин Паунић на терену
- Драгутин Паунић на новинарском задатку